# Галини (Грчка)
Галини (грч. Γαλήνη) је насељено место у општини Лагадина у периферији Средишња Македонија, Грчка. Према попису из 2021. године било је 77 становника.
Према бугарском географу и историчару, Василу Канчову, у Галину је 1900. године живело 140 Турака. Године 1924. турско становништво је принудно исељено у Турску а на њихово место насељене су грчке избеглице из Турске, којих је на попису из 1928. године било 130. Село се раније звало Кучкар.